# 1 Batalion Royal Irish Rifles w I wojnie światowej

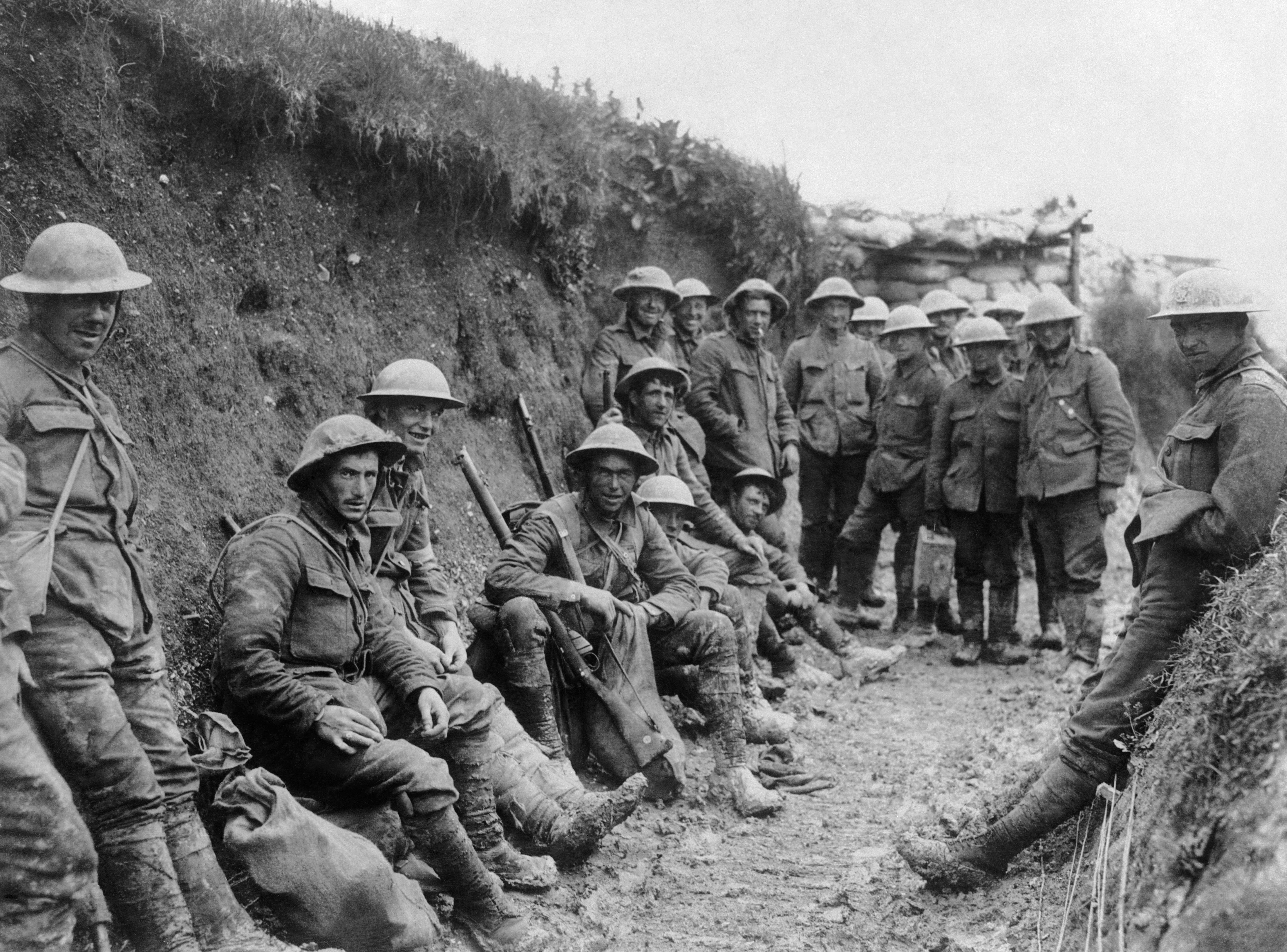
Żołnierze prawdopodobnie 1 Batalionu Royal Irish Rifles w okopie komunikacyjnym podczas pierwszego dnia bitwy nad Sommą (1 lipca 1916)

1 Batalion Royal Irish Rifles w I wojnie światowej – batalion irlandzkiego pułku Royal Irish Rifles, który uczestniczył w kilku najważniejszych bitwach na froncie zachodnim I wojny światowej, ponosząc bardzo duże straty.

## Mobilizacja i pierwsze walki
1 Batalion Royal Irish Rifles służył w Adenie (na terenie współczesnego Jemenu), gdy w sierpniu 1914 roku wybuchła I wojna światowa. Imperium Osmańskie nie przystąpiło jeszcze do wojny, więc batalion został wysłany we wrześniu do Anglii, gdzie przygotowywał się w ramach Brytyjskiego Korpusu Ekspedycyjnego do rozmieszczenia we Francji, przydzielony do 25 Brygady Piechoty brytyjskiej 8 Dywizji. Na początku listopada wyruszył z Southampton do Hawru i zajął pozycje na wschód od Laventie we francuskim departamencie Pas-de-Calais.
Pierwszą poważną akcją batalionu była bitwa pod Neuve-Chapelle między 10 a 13 marca 1915 roku. Po początkowym ostrzale artyleryjskim batalion przedarł się do wcześniej zdobytych niemieckich linii frontu i pomógł zabezpieczyć wieś Neuve-Chapelle. Następnie musiał stawić czoła ciężkim niemieckim kontratakom, które nie zdołały wyprzeć Irlandczyków, ale spowodowały bardzo duże straty, wynoszące 18 oficerów i 440 szeregowych, w tym pułkownika.
Podczas bitwy pod Aubers 9–10 maja 1915 roku, batalionowi udało się zdobyć wyznaczone cele, ale ponownie poniósł bardzo ciężkie straty. Podczas kolejnej bitwy pod Loos we wrześniu-październiku 1915 roku, batalion przeprowadził atak pomocniczy w Bois-Grenier i chociaż zyskał teren, to musiał się wycofać. W następnym miesiącu batalion został wysłany na tyły na odpoczynek i szkolenie po całym roku spędzonym w okopach.

## Somma i Passchendaele
Na początku 1916 roku batalion został skierowany do Albert w departamencie Somma. Niemiecki nalot lotniczy w kwietniu 1916 roku spowodował straty, ale jeszcze większe miały nadejść podczas bitwy nad Sommą w lipcu, kiedy batalion otrzymał rozkaz zaatakowania okupowanej przez Niemców wsi Ovillers-la-Boisselle. Atak nie powiódł się i kosztował batalion wiele istnień ludzkich, w tym pułkownika, który został śmiertelnie ranny na początku ofensywy. Kapelan batalionu, Donal O’Sullivan, poległ w czasie bitwy.
Batalion opuścił Sommę i udał się do Loos po pierwszej fazie bitwy, ale powrócił w październiku 1916 roku, aby walczyć pod Le Transloy w przerażająco błotnistych warunkach. Po odpoczynku został wysłany do Bouchavesnes-Bergen pod koniec grudnia i ruszył naprzód, aby przejąć pas terytorium zajmowanego przez Niemców podczas niemieckiego wycofywania się na linię Hindenburga w marcu 1917 roku.
W czerwcu 1917 roku batalion został przeniesiony na pozycje bezpośrednio na wschód od Ypres, gdzie wspierał brytyjską ofensywę, która rozpoczęła bitwę pod Passchendaele 31 lipca. Ponownie, pułkownik batalionu zginął w pierwszym dniu bitwy, a reszta batalionu poniosła ogromne straty. Do 16 sierpnia, kiedy batalion znacznie wyprzedził resztę atakujących sił, miał tylko jednego ocalałego oficera i 60 szeregowych.

## Ostatnie walki
Pozostała część batalionu spędziła wyczerpującą zimę w rejonie Passchendaele, zanim w lutym 1918 roku została przeniesiona do brytyjskiej 36 Dywizji (Ulsteru) w pobliżu Saint-Quentin. Odegrała ona znaczącą rolę w przeciwstawieniu się niemieckiemu atakowi podczas operacji Michael w marcu 1918 roku. W następnym miesiącu batalion powrócił nad Sommę, gdzie pozostał do ofensywy stu dni, podczas której alianci przeszli do ataku i zdecydowanie pokonali Niemców, doprowadzając do rozejmu w lesie Compiègne 11 listopada 1918 roku.
Po zawarciu rozejmu batalion został przeniesiony do byłego obszaru okupowanego przez Niemców w Mouscron w Belgii, skąd w maju 1919 roku powrócił do Anglii. Bardzo niewielu żołnierzy batalionu walczących od 1914 roku, przeżyło wojnę.